# NGC 6851
NGC 6851 este o galaxie situată în constelația Telescopul. A fost descoperită în 5 septembrie 1836 de către John Herschel. Se află la o distanță de 35,32 de megaparseci de Pământ.